# Thomas D. Rice

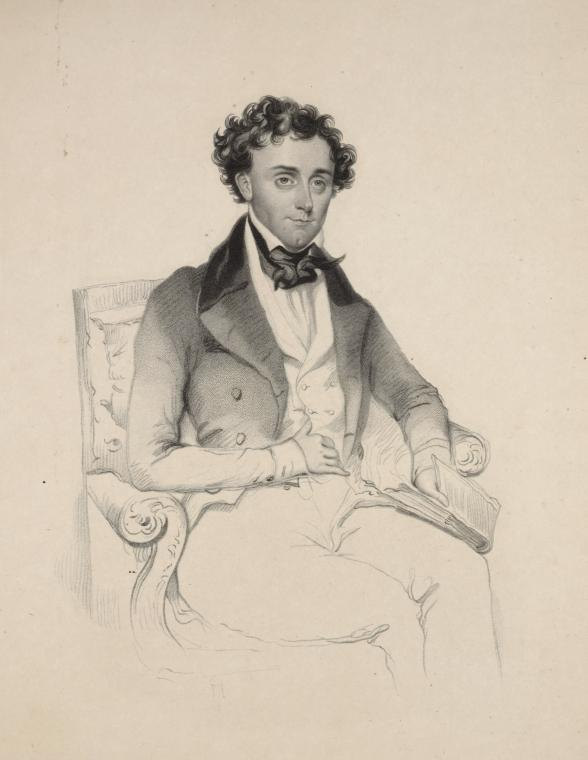
Thomas D. Rice (data desconhecida)

Thomas Dartmouth Rice (20 de maio de 1808 - 19 de setembro de 1860), conhecido profissionalmente como Daddy Rice, era um performer americano e dramaturgo pioneiro na prática blackface e usava estereótipos de referências americanas em relação aos negros escravizados na América, tornando-se um dos mais populares artistas de minstrel show de seu tempo. Ele é considerado o "pai dos menestréis americanos". Sua performance baseou-se em preconceitos impostos pela sociedade branca, que associava os negros ao corvo, onde lhe rendeu uma audiência nacional, e mais tarde internacional. A persona "Jim Crow", representada por Rice foi uma ridicularização étnica, em relação a uma canção de descendência africana, rebatizando a música "Jump Jim Crow".